# Tuiu
Tuiu, também chamada Tchuiu, Tuyu, Thuya ou Tjiuyu, foi uma nobre egípcia e descendente de Amósis-Nefertari. Ela era a esposa de Yuia, um poderoso cortesão egípcio da décima oitava dinastia.
Ela estava envolvida com muitos cultos religiosos, e seus títulos incluiam A Cantora de Hator e A Chefe das Animadoras de Ámon e Min.  Ela também tinha o cargo influente de Superintendente do Harém dos deuses Min da cidade de Acmim e Ámon de Tebas (harém no Egito Antigo tinha um significado diferente do que se tem hoje, era um centro econômico e de treinamento). 
Yuia e Tuiu tiveram uma filha de nome Tiy que se tornou a rainha do Egito e esposa principal do faraó Amenófis III. Yuia e Tuiu também tiveram um filho chamado Anen, que teve o título de Chanceler do Baixo Egito, Segundo Profeta de Ámon, Sacerdote de Heliópolis e Pai Divino. Eles também foram pais de Ay, um cortesão egípcio duranto o reinado do faraó Aquenáton, que eventualmente tornou-se vizir e então faraó, conhecido como Kheperkheprure Ay. Entretanto, não há evidências conclusivas quanto ao parentesco de Yuia e Tuiu com Ay, embora todos viessem da cidade de Acmim.  Acredita-se que Nefertiti tenha sido neta de Tuiu.
Junto com seu marido, Tuiu foi enterrada no Vale dos Reis, na tumba KV46, onde muitos móveis e objetos foram encontrados em 1905. Esta tumba era a mais bem preservada antes da descoberta da tumba de Tutancâmon, (KV62).